# Lego Monkie Kid
Lego Monkie Kid est un thème Lego inspiré par Sun Wukong et La Pérégrination vers l'Ouest. Le thème a été introduit en mai 2020,.

## Développement
Le groupe LEGO, de par son statut d'entreprise multinationale, a pendant de nombreuses années manifesté son intérêt pour le marché asiatique, où une clientèle importante de plusieurs milliards d'habitants existe alors que le groupe n'y était pas très bien implanté. En particulier, la Chine, pays le plus peuplé d'Asie, présente un grand intérêt pour le groupe.
Pendant de nombreuses années, le groupe LEGO s'y déploie par l'installation d'une usine, de Lego Stores, mais aussi d'une gamme consacrée au nouvel an chinois dès 2013. Indirectement, l'introduction du thème Ninjago en 2011 peut aussi être vu comme une tentative de s'implanter sur le marché asiatique et donc chinois, bien que les ninjas aient une origine japonaise.
Néanmoins, l'offre se référant au public chinois restait limitée, et la marque souhaitait davantage se développer sur ce marché. La gamme Monkie Kid naît ainsi : après deux ans d'immersion des designers et de tests auprès de la clientèle chinoise, elle s'appuie sur une légende très populaire en Chine et vieille de 500 ans, La Pérégrination vers l'Ouest (aussi appelé Le Voyage en Occident dans les descriptions) et qui a connu plusieurs adaptations dans la culture populaire, aussi bien chinoise, japonaise ou même occidentale.
La légende est reprise d'abord en 2019 dans la série 19 des Minifigures par le roi singe, qui apparaît alors comme une sorte de teasing à la gamme, mais aussi d'une représentation de Sun Wukong dans la légende. En effet, la minifigurine est très proche de celle de Monkey King qui est un des personnages principaux.
Le livre est ensuite dans les grandes lignes dans une série d'animation pour en faire un nouveau thème et en produire de nouveaux ensembles basés sur cette série,. Néanmoins, le personnage principal n'est pas le roi singe, mais un jeune garçon travaillant dans un restaurant, Monkie Kid, littéralement "l'enfant singe", amené à retrouver le bâton d'or de Monkey King. La série se déroule également dans le monde moderne et y associe de nombreux objets de haute technologie.
Le concept initial du thème est né d'un croquis réalisé par Ned Rogers en décembre 2021. L'esquisse montrait plusieurs jeux de construction transformés en véhicules animés et les parties du dessin qui restaient. L'esquisse présente le Cloud Jet de Monkie Kid, le Pigsy's Food Truck et le Tuk Tuk d'Iron Bull Tank. Le thème de Lego Monkie Kid du groupe Lego a été développé sous forme de série télévisée animée. Les images montrent comment les premiers décors ont été transformés en modèles animés sur les écrans.

## Lancement
Le thème Lego Monkie Kid a été lancé le 16 mai 2020. Dans le cadre de la campagne de marketing, le groupe Lego a sorti huit ensembles inspirés de Sun Wukong et de La Pérégrination vers l'Ouest,. Chaque ensemble présente des méchas géants, des bâtiments et des véhicules différents. Des minifigurines telles que Monkie Kid, Mei, Monkey King, Mo le chat, Sandy, M. Tang et Pigsy sont également sorties,. Les séries ont été conçues principalement pour les enfants de plus de 6 ans.

## Personnages

### Les Monkie Kids
- Monkie Kid ("MK") : Le protagoniste de la série est un livreur de nouilles choisi par Monkey King pour affronter les forces du mal. Il manie le bâton d'or du roi des singes et possède presque tous ses pouvoirs.
- Mei : La descendante de la légendaire famille du Cheval-Dragon blanc et meilleure amie de MK, elle a une aura de dragon et son épée de dragon de jade familiale.
- Pigsy : Le sévère propriétaire et chef cuisinier des Nouilles de Pigsy, qui fait office de figure paternelle pour MK. Son arme de prédilection est un râteau.
- Sandy : Un ogre des rivières qui était auparavant un soldat plein de rage et qui est devenu pacifique après avoir suivi une thérapie pour sa colère. Lorsqu'il est enragé, ses yeux brillent d'une lueur violette et son collier de perles se transforme en orbes de feu. Son arme de prédilection est un bâton en forme de croissant.
- Mo : Le chat de Sandy qui le suit pendant leurs missions.
- Tang : Un client régulier des Nouilles de Pigsy, il raconte souvent à MK des histoires sur Monkey King en échange de nouilles gratuites. Il est inspiré de Tang Sanzang, le moine chargé d'apporter les écritures bouddhistes en Inde.
- Monkey King : Il est le roi singe ayant vaincu Demon Bull King armé d'un bâton d'or magique. S'étant retiré pendant plusieurs siècles, son bâton est resté coincé sur une montagne avant d'être retiré par Red Son et d'être volé par Monkie Kid, ce qui libère Demon Bull King. Il décide de passer la responsabilité de sa tâche à Monkie Kid, en le surveillant et le guidant à travers ses nombreuses formes.

### Les démons
- Demon Bull King : Il est l'époux de la Princesse Iron Fan et le père de Red Son. Souhaitant depuis toujours être le maître du monde, il a été vaincu il y a cinq siècles par Monkey King à l'aide de son bâton d'or. Enfermé sous le bâton dans une montagne, il est libéré par Red Son et s'apprête à reprendre le contrôle du monde grâce au bâton de Monkey King, avant que Monkie Kid ne vole le bâton et l'empêche de réaliser ses plans. Depuis, il est à la tête d'une armée de clones de Bull et tente de vaincre Monkie Kid et ses amis.
- Princesse Iron Fan : Elle est l'épouse de Demon Bull King et la mère de Red Son. Souhaitant rendre son mari maître du monde, elle l'aide dans sa quête contre Monkey King, puis contre Monkie Kid et leur bâton doré si puissant.
- Red Son : Il est le fils de Demon Bull King et de la Princesse Iron Fan. Soucieux d'aider son père, il le libère de la montagne où il avait été piégé par Monkey King et son bâton d'or, mais le bâton est volé par Monkie Kid, qui, en successeur de Monkey King, s'oppose à Red Son, à ses parents et à leur armée.
- Macaque : L'ancienne ami de Sun Wukong il essaye à plusieurs reprises de manipuler Mk. Il a une personnalité plus ou moins nuancée dans le terme où il se bat contre son désir de conquérir le monde et sa soif de pouvoir. Il manipule l'Ombre qui est son pouvoir depuis que Sun Wukong l'a abandonné, Macaque s'est alors noyé dans l'ombre de Sun Wukong ce qui ça de lui la personne qu'il est maintenant.

- Dame Démon'OS : Démon extrêmement puissant et dangereux qui avait été enfermé dans une boîte par le Roi Singe pendant des siècles et qui a ensuite été libérée par Demon Bull King et Red Son. Elle pris alors possession de Demon Bull King. À la fin de la saison 3 elle fut vaincu par Monkie kid, Mei, Sandy, Pigsy, Tang, Sun Wukong, Macaque et Red Son.

## Ensembles de construction
The Lego Group a réalisé 47 ensembles sur le thème Monkie Kid.

### Ensembles de la naissance d'un héros
En 2020, huit ensembles ont été publiés le 16 mai 2020 et étaient basés sur l'épisode spécial intitulé La naissance d'un héros. Un total de huit ensembles, dont le Monkey King Warrior Mech, le Demon Bull King et le Monkie Kid's Team Secret HQ, ont été publiés. Le directeur principal de la conception chez Lego, Simon Lucas, a parlé de l'ensemble Demon Bull King et a expliqué : " Le Demon Bull est un démon tellement emblématique qu'il n'a cessé de revenir dans nos conversations. Nous voulions donc l'inclure en tant que démon principal dans cette saison", avant de poursuivre : "Nous voulions ensuite le réinventer d'une toute nouvelle manière, car les LEGO sont le moyen idéal de le faire. Les enfants nous ont dit : "C'est bien le démon Taureau, mais je ne l'ai jamais vu comme ça auparavant". Il est maintenant à moitié cyborg et à moitié taureau, et c'est vraiment cool". En outre, deux sachets en plastique promotionnels, à savoir le vélo de livraison de Monkie Kid et Construisez votre propre Monkey King, ont été publiés,.

### Ensembles de la saison 1
Trois ensembles ont été publiés le 1er août 2020 et étaient basés sur la première saison. Au total, trois coffrets sont sortis,.

### Ensembles de la saison 2
En 2021, six ensembles ont été publiées le 1er mars 2021 et étaient basées sur la deuxième saison. Un total de six sets comprenant le Dronécoptère de l'équipe de Monkie Kid et La légendaire montagne de fruits à fleurs sont sortis,,. De plus, la course RC de Monkie Kid et le Mini Monkey King Warrior Mech sont sortis respectivement en tant que set exclusif et en tant que polybag promotionnel,.
Plus tard, trois ensembles sont sortis le 1er juillet 2021, dont le Démon osseux,. Le directeur principal de la création, Simon Lucas, a révélé que l'équipe de conception s'était inspirée d'un jeu vidéo pour créer le coffret Le démon osseux et a expliqué : " Le concepteur Lego Justin Ramsden et moi avons vraiment essayé de faire en sorte que le parcours de construction fasse partie du jeu " et a poursuivi : " Comme dans un jeu vidéo, il y a une bataille à chaque niveau et, à la fin, vous affrontez le grand patron." En outre, deux porte-clés attachés aux minifigurines Monkie Kid et Red Son sont sortis.

### Ensembles de la saison 3
En 2022, sept séries ont été publiées le 1er janvier 2022 et étaient basées sur la troisième saison. Au total, sept coffrets, dont Les Créations du bâton de Monkie Kid, L'Exploreur Galactique de Monkie Kid et La Ville des Lanternes, sont également sortis,,,,,. Lego a révélé à l'Exposition internationale d'importation de Chine un tout nouveau coffret intitulé "l'Exploreur Galactique de Monkie Kid" dans lequel MK et son équipe ont construit une fusée pour la lancer dans l'espace, mais les clones de l'ombre de Macaque tentent de les en empêcher. Les Minifigurines sont Monkie Kid, Mei, M. Tang, Sandy , un robot spatial Mo, et deux clones de l'ombre de Macaque nommés Rumble et Savage. En outre, un set promotionnel en sachet en plastique intitulé Le voyage sous-marin de Monkie Kid a également été commercialisé.

### Ensembles de la saison 4
En novembre 2022, le Groupe Lego a révélé à l'Exposition internationale d'importation de Chine un nouvel ensemble intitulé Le Robot Ultra de Monkey King, basé sur la quatrième saison. L'ensemble est sorti le 1er janvier 2023 et se compose de 1705 pièces et de 6 minifigurines. Il comprend les minifigures Lego de Monkey King, Monkie Kid, M. Tang, Golden-Winged Eagle, Azure Lion et Yellow Tusk Elephant,, En outre, cinq nouveaux ensembles, dont le Robot Combi de Monkie Kid, le Jet Dragon de Mei, Yellow Tusk Elephant et le Repaire de l'équipe de Monkie Kid, ont été révélés en décembre et devaient également sortir à cette date. Le Combi Mech de Monkie Kid et le Dragon Jet de Mei peuvent être combinés ensemble,, et le Repaire de l'équipe de Monkie Kid et la Ville des lanternes peuvent également être combinés pour former le plus grand ensemble.
En mai 2023, quatre ensembles supplémentaires ont été révélés et sortiront le 1er juin 2023. Il s'agit du dirigeable nuage de Monkie Kid, du dragon gardien de Mei, du puissant Azure Lion et du dragon de l'Orient,,.

### Ensemble Lego BrickHeadz
Un ensemble Monkey King a été publié dans le cadre du thème Lego BrickHeadz le 1er août 2020. Le set se compose de 175 pièces et d'une plaque de base. L'ensemble comprend un bâton d'or.

## Série télévisée
Monkie Kid est une série télévisée d'animation inspirée de Sun Wukong et La Pérégrination vers l'Ouest et produite par Flying Bark Productions basée sur le thème Lego éponyme. La série a débuté avec l'épisode spécial La naissance d'un héros le 29 mai 2020 en Chine.

## Attractions
En novembre 2021, un terrain sur le thème de Lego Monkie Kid a été annoncé pour le lancement prochain du Legoland Shanghai Resort en 2024,.

## Jeux vidéo

### Lego Brawls
Un jeu de combat crossover nommé Lego Brawls a été développé par RED Games. Lego Brawls est sorti exclusivement sur Apple Arcade le 19 septembre 2019 pour les appareils iOS, et sera disponible sur PC et consoles en juin 2022,,,. Il comprend Monkie Kid, Mei, Pigsy, M. Tang, Monkey King, Princess Iron Fan, Red Son, un clone de Bull, des démons à cornes d'or et d'argent, et la Spider Queen en tant que personnages jouables.

## Autres médias

### Lego Masters
Lego Masters China a commencé sa première saison de l'émission régionale, avec une bande-annonce présentant un épisode à venir basé sur Lego Monkie Kid.